# Mitrophora
Genre
Synonymes
- Boletus Tourn. ex Adans.[2]
- Eromitra Lév.[1],[2]
- Morchella Dill. ex Pers. (préféré par BioLib)[2]
- Morchella sect. Mitrophorae[1]
- Morilla Quél.[2]
- Phalloboletus Adans.[2]

Mitrophora est un genre de champignons de la famille des Morchellaceae.

## Liste d’espèces
Selon MycoBank (10 février 2020) :
- Mitrophora bohemica
- Mitrophora caroliniana ≡ Discina caroliniana
- Mitrophora fusca
- Mitrophora gigas
- Mitrophora hybrida
  - Mitrophora hybrida var. crassipes
  - Mitrophora hybrida var. hybrida
- Mitrophora patula
- Mitrophora rimosipes
- Mitrophora semilibera (espèce type)
- Mitrophora undosa

Selon IRMNG (10 février 2020) :
- Mitrophora fusca (Pers.) Lév., 1846
- Mitrophora gigas Lév., 1846
- Mitrophora patula (Pers.) Lév., 1846
- Mitrophora semilibera (DC.) Lév., 1846
- Mitrophora hybrida (Sowerby ex Grev.) Boud., 1897 = Mitrophora semilibera (DC.) Lév., 1846
- Mitrophora rimosipes (DC.) anon. ined. ≡ Mitrophora semilibera (DC.) Lév., 1846